# 虔敬聚會

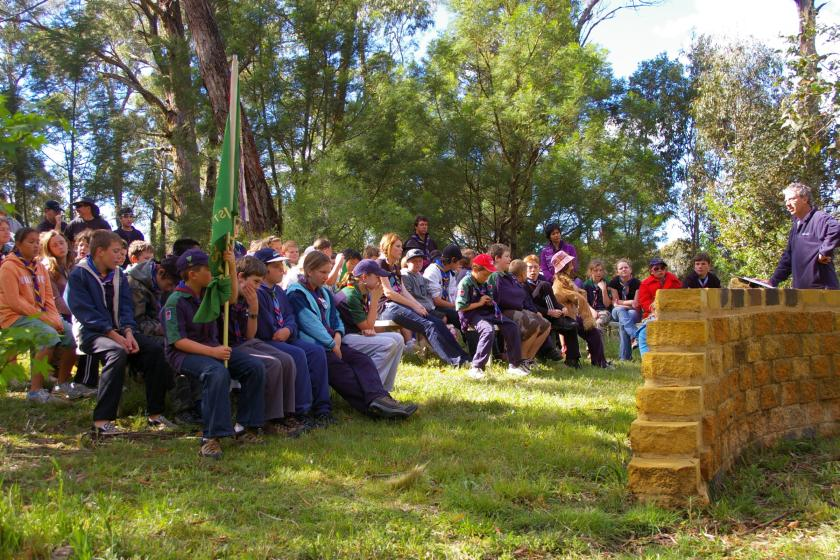
澳大利亞童軍參與虔敬聚會，為一種非正式與精神性質的童軍儀式。

虔敬聚會（又稱虔敬集會），為童軍或女童軍運動中舉辦的一種精神性、非正式的儀式。
虔敬聚會舉行的時間長度通常比較短，不超過15分鐘。舉辦的形式為閱讀、祈禱、反思與音樂混合舉行。許多虔敬聚會依據一個特定的主題進行，例如友誼、明智使用資源或公平。該主題可能會與特定事件或場合有所連結。

## 歷史
H·傑弗里·艾文斯建立了虔敬聚會的想法。虔敬聚會首次實行是在1909年倫敦的水晶宮童軍大會操，原來只是個簡單的跨基督宗派慶祝活動。艾文斯「叔叔」強烈主張虔敬聚會的基督教本質，而後反對童軍創始人羅伯特·貝登堡所偏好的跨信仰方法。貝登堡當時對其中一位參訪童軍服務員訓練中心極偉園的阿拉伯童軍服務員表達讚許之意，因為這位服務員除了閱讀福音書外，也不忘閱讀《古蘭經》的經文。貝登堡對外避免和艾文斯與其他教會領袖對抗，但在1930年當時，虔敬聚會是貝登堡在推廣童軍訓練的手冊與書籍中所使用的學說。

## 個別組織的發展
美國童軍不再使用「虔敬聚會」的術語，取而代之的是「戶外崇拜服務」或「信仰崇拜服務」。